# Épisy
Épisy is een plaats en voormalige gemeente in het Franse departement Seine-et-Marne in de regio Île-de-France en telt 491 inwoners (1999).

## Geschiedenis
Épisy maakte tot 22 maart 2015 deel uit van het kanton Moret-sur-Loing. Op die dag werd het kanton opgeheven en de gemeente werd opgenomen in het kanton Montereau-Fault-Yonne. Op 1 januari 2016 fuseerde de gemeente met de Montarlot en het een jaar eerder gevormde Orvanne tot de commune nouvelle Moret Loing et Orvanne. Op 1 januari 2017 werd ook de gemeente Veneux-les-Sablons hierin opgenomen en werd de naam gewijzigd naar Moret-Loing-et-Orvanne. Deze gemeente maakt deel uit van het arrondissement Fontainebleau.

## Geografie
De oppervlakte van Épisy bedraagt 7,4 km², de bevolkingsdichtheid is 66,4 inwoners per km².
De onderstaande kaart toont de ligging van Épisy met de belangrijkste infrastructuur en aangrenzende gemeenten.

## Demografie
Onderstaande figuur toont het verloop van het inwonertal (bron: INSEE-tellingen).